# Gazi (Athen)
Gazi (griechisch Γκάζι) ist ein Stadtteil der griechischen Hauptstadt Athen. Es umgibt die ersten Gaswerke von Athen.
In Gazi befindet sich das Industriemuseum Technopolis.